# Янус, Ярослав
Яросла́в Я́нус (словац. Jaroslav Janus; 21 сентября 1989, Прешов) — словацкий хоккеист, вратарь. Воспитанник хоккейного клуба «Прешов». В настоящее время является игроком клуба «Литвинов», выступающего в Чешской экстралиги.

## Карьера
Ярослав Янус начинал играть в хоккей в родном городе Прешов. в 18 лет перебрался за океан, где на протяжении 5 лет выступал в различных северо-американских лигах. В 2012 году вернулся в Европу, 3 года играл в КХЛ за братиславский «Слован». С 2015 года выступает в Чешской экстралиге, с сезона 2018/19 защищает цвета клуба «Литвинов».

## Статистика выступлений
Обновлено на начало сезона 2019/2020
Всего за карьеру провёл 506 матчей (в Чешской экстралиге — 155, в Континентальной хоккейной лиге — 116, в Хоккейной лиге Онтарио — 115, в Американской хоккейной лиге — 60, в лиге Восточного побережья — 27, за сборную Словакии — 18, в Европейских кубках — 15)

## Достижения
- Включён в символическую сборную молодёжного чемпионата мира (2009)
- Обладатель Кубка Колдера (2012)
- Участник матча звёзд КХЛ (2014)